# Benešov
För andra betydelser, se Benešov (olika betydelser).
Benešov är en stad i Tjeckien. Den ligger i distriktet Benešov och regionen Mellersta Böhmen, i den centrala delen av landet, 40 km sydost om huvudstaden Prag. Antalet invånare är 16 488.